# Amor De Cosmos
Amor De Cosmos né William Alexander Smith à (Windsor en Nouvelle-Écosse le 20 août 1825 - mort à Victoria, le 4 juillet 1897), est un  journaliste et homme politique canadien du parti libéral. Il est le deuxième premier ministre de la Colombie-Britannique.
Il est aussi député fédéral libéral de la circonscription britanno-colombienne de district de Victoria de 1871 à 1872 et de Victoria de 1872 à 1882 et député provincial indépendant de Victoria de 1871 à 1874..

## Biographie

### Première années
Né à Windsor en Nouvelle-Écosse dans une famille de loyalistes, De Cosmos étudie sur place au King's-Edgehill (en) et travaille comme commis à Halifax. Il se joint au club de débat de l'université Dalhousie et tombe sous l'influence de l'homme politique et réformateur Joseph Howe. En 1845, il se joint à l'Église de Jésus-Christ des saints des derniers jours et quitte pour New York avant de s'établir à Kanesville (maintenant Council Bluffs dans l'Iowa) où il ouvre une galerie de daguerréotype,. Pendant la même année, la uée vers l'or en Californie débute et Smith s'y rend et s'installe à PLacerville. Sur place, il opère un studio avec lequel il prend des clichés des mineurs durant leurs opérations de prospection. Après il se rend à Oroville où il travaille comme entrepreneur. En 1854, il obtient l'aval de l'Assemblée de l'État de Californie pour modifier son nom en Amor De Cosmos. En espagnol et en portugais, ce nom signifie Amour du Cosmos et en anglais De Cosmos peut littérsalement signifier ce à quoi j'aime le plus. Malgré l'ortographie de son nom, De Cosmos signait jusqu'à vers 1870 avec un ə (epsilon) avant de signer avec une minuscule.

### Journaliste et réformateur
En 1858, De Cosmos se rend en Amérique du Nord britannique dans la ville de Victoria alors en pleine expansion et capitale de la colonie de l'île de Vancouver. La ville était alors un relais pour les mineurs se rendant dans la Nouvelle-Calédonie pour participer à la ruée vers l'or du rivière Fraser. De Cosmos fonde le journal The Daily British Colonist qui  devient par la suite le Times Colonist.
En tant qu'éditeur du Colonis jusqu'en 1863, De Cosmos se définit comme un opposant au régime du gouverneur James Douglas et administrateur de la Compagnie de la Baie d'Hudson qu'il décrit comme une administration de familiale et compact. Ce fait était d'autant plus marquant que malgré le départ de Douglas, les hommes continuant de dominer la politique de la colonie était souvent provenant d'Angleterre et membres de sa famille et amis.
En tant libéral réformiste, De Cosmos se définit selon le modèle de John Locke et John Stuart Mill. Il milite pour la dérèglementation des entreprises, de l'instruction publique et la fin des privilèges économiques et politiques. Il prône également la diversification de l'économie de la Colombie-Britannique qui reposait alors essentiellement sur les importantes ressources poissonnières et forestières, ainsi que de réclamer l'établissement d'un gouvernement responsable.

### Carrière politique
Après deux tentatives infructueuses, Amor de Cosmos remporte un siège à l’Assemblée législative de l'Île de Vancouver en 1863, siège qu’il conserve jusqu’en 1866, moment de l'entrée de la colonie dans la Confédération canadienne. Il avait auparavant œuvré à promouvoir l'union des colonies de l'Île de Vancouver avec la colonie de la Colombie-Britannique. Avec Robert Beaven et John Robson, ils mettent en place la Confederation League et son action lui vaut le titre de Père de la confédération.
Il siège à l'Assemblée législative de la Colombie-Britannique de 1867 à 1868 et de 1870 à 1871. Malgré son action pour l'entrée de la colonie dans le Canada, le lietenant-gouverneur Joseph Trutch lui préfère John Foster McCreight pour assurer la fonction de premier ministre de la nouvelle province.

#### Premier ministre de la Colombie-Britannique
Après la démission de McCreight à la suite d'une motion de censure en 1872, il lui succède et devient le deuxième premier ministre de la province.
De Cosmos compose alors son gouvernement (en) de réformistes pour la plupart né en Amérique du Nord. Il fait également partie d'un groupe d'entrepreneurs qui favorise le développement de l'industrie sidérurgique dans la province à la suite de la découverte d'un gisement de fer sur l'île Texada. Cependant, ses intérêts personnels dans l'affaire le place en position de conflit d'intérêts et précipite le Texada Scandal et la mise sur pied de la seconde commission royal britanno-colombienne chargé d'enquêter sur l'affaire. De Cosmos démission alors comme premier ministre et est pas la suite blanchie de tout accusations.

### Député fédéral
Malgré son départ à la tête de la province, De Cosmos continue d'exercer la charge de député fédéral. Parmi ses principales promesses, le prolongement de du chemin de fer du Canadien Pacifique vers un terminus basé à Victoria. Il est aussi un opposant au concession de terres aux peuples des Premières Nations. De Cosmos voyait aussi un effet néfaste à une immigration chinoise trop importante qui à ses yeux ne s'assimilait pas suffisamment.

### Retraite et dernières années
Défait lors de l'élection fédérale de 1882, il se retire à Victoria. Malgré ses talents d'orateur et de débateur, il demeurait perçu comme un homme excentrique. Ses contemporains le dépeignent comme un homme seul qui devenait petit à petit de plus en plus incohérent.
En 1895, il est déclaré aliéné. De Cosmos meurt à Victoria en juillet 1897 et est inhumé au cimetière Ross Bay. Il appartenait à la franc-maçonnerie.

Amor de Cosmos est le deuxième Premier ministre de Colombie-Britannique[7].
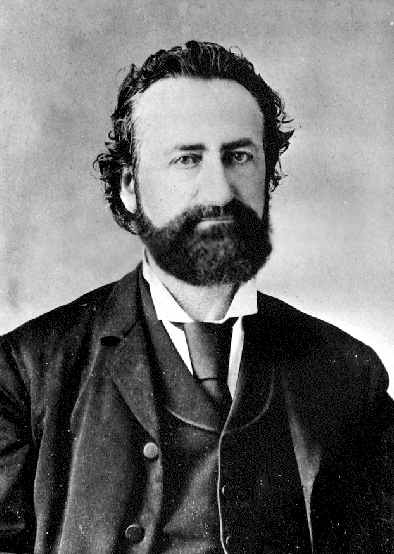
Honorable Amor De Cosmos